# Generace alfa
Generace alfa (anglicky někdy také generation glass nebo screenagers) je označení pro generaci lidí narozených přibližně v roce 2010 a později, tedy do doby všudypřítomných dotykových obrazovek. Stejně jako předcházející generace Z jsou někdy nazývání jako „digitální domorodci“.[zdroj?]

## Charakteristika
Generace alfa by měla být nejvzdělanější generací a měla by trávit více času učením než jakákoliv jiná generace, přičemž se někteří[kdo?] domnívají, že by pro ni měla být vhodnější online výuka než přednášky.[zdroj?] Příslušníci této generace se s informačními technologiemi setkávají už od narození, takže jim není cizí například používání virtuálních asistentů. Taktéž je velmi často ovlivňují sociální sítě. Většina pravidelně sleduje YouTube, různé influencery a TikTok.